# 오스트레일리아의 총리 목록
다음 문서는 역대 오스트레일리아의 총리의 명단을 나열하였다.

## 역대 총리 목록
| 대수                | 대수 | 초상        | 이름 (출생~사망)          | 재임 기간                 | 재임 기간        | 정당             | 내각                | 선거                |
| ------------------- | ---- | ----------- | ------------------------- | ------------------------- | ---------------- | ---------------- | ------------------- | ------------------- |
|                     | 3    |             | 크리스 왓슨 (1867~1941)   | 1904년 4월 27일           | 1904년 8월 18일  | 노동당           | 왓슨 내각           |                     |
|                     | (12) |             | 로버트 멘지스 (1894~1978) | 1949년 12월 19일          | 1966년 1월 26일  | 자유당           | 제3차 멘지스 내각   | 1949년 선거         |
| 제4차 멘지스 내각   | (12) | 1951년 선거 | 로버트 멘지스 (1894~1978) | 1949년 12월 19일          | 1966년 1월 26일  | 자유당           |                     |                     |
| 제5차 멘지스 내각   | (12) | 1954년 선거 | 로버트 멘지스 (1894~1978) | 1949년 12월 19일          | 1966년 1월 26일  | 자유당           |                     |                     |
| 제6차 멘지스 내각   | (12) | 1955년 선거 | 로버트 멘지스 (1894~1978) | 1949년 12월 19일          | 1966년 1월 26일  | 자유당           |                     |                     |
| 제7차 멘지스 내각   | (12) | 1958년 선거 | 로버트 멘지스 (1894~1978) | 1949년 12월 19일          | 1966년 1월 26일  | 자유당           |                     |                     |
| 제8차 멘지스 내각   | (12) | 1961년 선거 | 로버트 멘지스 (1894~1978) | 1949년 12월 19일          | 1966년 1월 26일  | 자유당           |                     |                     |
| 제9차 멘지스 내각   | (12) | 1963년 선거 | 로버트 멘지스 (1894~1978) | 1949년 12월 19일          | 1966년 1월 26일  | 자유당           |                     |                     |
|                     | 17   | 1963년 선거 |                           | 해럴드 홀트 (1908~1967)   | 1966년 1월 26일  | 1967년 12월 19일 | 자유당              | 제1차 홀트 내각     |
| 제2차 홀트 내각     | 17   | 1966년 선거 |                           | 해럴드 홀트 (1908~1967)   | 1966년 1월 26일  | 1967년 12월 19일 | 자유당              |                     |
|                     | 18   | 1966년 선거 |                           | 존 맥퀸 (1911~2002)       | 1967년 12월 19일 | 1968년 1월 10일  | 국민당              | 맥퀸 내각           |
|                     | 19   | 1966년 선거 |                           | 존 고튼 (1911~2002)       | 1968년 1월 20일  | 1971년 3월 10일  | 자유당              | 제1차 고튼 내각     |
| 제2차 고튼 내각     | 19   | 1969년 선거 |                           | 존 고튼 (1911~2002)       | 1968년 1월 20일  | 1971년 3월 10일  | 자유당              |                     |
|                     | 20   | 1969년 선거 |                           | 윌리엄 맥마흔 (1908~1988) | 1971년 3월 10일  | 1972년 12월 5일  | 자유당              | 맥마흔 내각         |
|                     | 21   |             | 고프 휘틀럼 (1916~2014)   | 1972년 12월 5일           | 1975년 11월 11일 | 노동당           | 제1차 휘틀럼 내각   | 1972년 선거         |
| 제2차 휘틀럼 내각   | 21   | 1974년 선거 | 고프 휘틀럼 (1916~2014)   | 1972년 12월 5일           | 1975년 11월 11일 | 노동당           |                     |                     |
|                     | 22   | 1974년 선거 |                           | 맬컴 프레이저 (1930~2015) | 1975년 11월 11일 | 1983년 3월 11일  | 자유당              | 제1차 프레이저 내각 |
| 제2차 프레이저 내각 | 22   | 1975년 선거 |                           | 맬컴 프레이저 (1930~2015) | 1975년 11월 11일 | 1983년 3월 11일  | 자유당              |                     |
| 제3차 프레이저 내각 | 22   | 1977년 선거 |                           | 맬컴 프레이저 (1930~2015) | 1975년 11월 11일 | 1983년 3월 11일  | 자유당              |                     |
| 제4차 프레이저 내각 | 22   | 1980년 선거 |                           | 맬컴 프레이저 (1930~2015) | 1975년 11월 11일 | 1983년 3월 11일  | 자유당              |                     |
|                     | 23   |             | 밥 호크 (1929~2019)       | 1983년 3월 11일           | 1991년 12월 20일 | 노동당           | 제1차 호크 내각     | 1983년 선거         |
| 제2차 호크 내각     | 23   | 1984년 선거 | 밥 호크 (1929~2019)       | 1983년 3월 11일           | 1991년 12월 20일 | 노동당           |                     |                     |
| 제3차 호크 내각     | 23   | 1987년 선거 | 밥 호크 (1929~2019)       | 1983년 3월 11일           | 1991년 12월 20일 | 노동당           |                     |                     |
| 제4차 호크 내각     | 23   | 1990년 선거 | 밥 호크 (1929~2019)       | 1983년 3월 11일           | 1991년 12월 20일 | 노동당           |                     |                     |
|                     | 24   | 1990년 선거 |                           | 폴 키팅 (1944~)           | 1991년 12월 20일 | 1996년 3월 11일  | 노동당              | 제1차 키팅 내각     |
| 제2차 키팅 내각     | 24   | 1993년 선거 |                           | 폴 키팅 (1944~)           | 1991년 12월 20일 | 1996년 3월 11일  | 노동당              |                     |
|                     | 25   |             | 존 하워드 (1939~)         | 1996년 3월 11일           | 2007년 12월 3일  | 자유당           | 제1차 하워드 내각   | 1996년 선거         |
| 제2차 하워드 내각   | 25   | 1998년 선거 | 존 하워드 (1939~)         | 1996년 3월 11일           | 2007년 12월 3일  | 자유당           |                     |                     |
| 제3차 하워드 내각   | 25   | 2001년 선거 | 존 하워드 (1939~)         | 1996년 3월 11일           | 2007년 12월 3일  | 자유당           |                     |                     |
| 제4차 하워드 내각   | 25   | 2004년 선거 | 존 하워드 (1939~)         | 1996년 3월 11일           | 2007년 12월 3일  | 자유당           |                     |                     |
|                     | 26   |             | 케빈 러드 (1957~)         | 2007년 12월 3일           | 2010년 6월 24일  | 노동당           | 제1차 러드 내각     | 2007년 선거         |
|                     | 27   |             | 줄리아 길라드 (1961~)     | 2010년 6월 24일           | 2013년 6월 27일  | 노동당           | 제1차 길라드 내각   | 2007년 선거         |
| 제2차 길라드 내각   | 27   | 2010년 선거 | 줄리아 길라드 (1961~)     | 2010년 6월 24일           | 2013년 6월 27일  | 노동당           |                     |                     |
|                     | (26) | 2010년 선거 |                           | 케빈 러드 (1957~)         | 2013년 6월 27일  | 2013년 9월 18일  | 노동당              | 제2차 러드 내각     |
|                     | 28   |             | 토니 애벗 (1957~)         | 2013년 9월 18일           | 2015년 9월 15일  | 자유당           | 애벗 내각           | 2013년 선거         |
|                     | 29   |             | 맬컴 턴불 (1954~)         | 2015년 9월 15일           | 2018년 8월 24일  | 자유당           | 제1차 턴불 내각     | 2013년 선거         |
| 제2차 턴불 내각     | 29   | 2016년 선거 | 맬컴 턴불 (1954~)         | 2015년 9월 15일           | 2018년 8월 24일  | 자유당           |                     |                     |
|                     | 30   | 2016년 선거 |                           | 스콧 머리슨 (1968~)       | 2018년 8월 24일  | 2022년 5월 23일  | 자유당              | 제1차 머리슨 내각   |
| 제2차 머리슨 내각   | 30   | 2019년 선거 |                           | 스콧 머리슨 (1968~)       | 2018년 8월 24일  | 2022년 5월 23일  | 자유당              |                     |
|                     | 31   |             | 앤서니 앨버니지 (1963~)   | 2022년 5월 23일           |                  | 노동당           | 제1차 앨버니지 내각 | 2022년 선거         |

## 같이 보기
- 오스트레일리아의 역사